# Cleistes unguiculata
Cleistes unguiculata é uma espécie de orquídea terrestre de folhas alternadas e flores grandes que abrem em sucessão, com raízes tuberosas delicadas, habitante do sudeste do Brasil.